# 夸乌特莫克区
夸烏特莫克区（西班牙語：Cuauhtémoc，西班牙語發音：[kwawˈtemok] ⓘ）是以阿兹特克帝国君主夸烏特莫克命名的墨西哥城的一个辖区。它包含墨西哥城的最古老的部分，延伸到1920 年代的整个城市核心。
夸烏特莫克是墨西哥城的历史和文化中心，尽管它不是地理中心。虽然该行政区人口仅在墨西哥城中排名第六，但它产生了整个墨西哥城GDP的约三分之一，主要来自商业和服务业。它是墨西哥证券交易所、历史中心和粉红区的重要旅游景点的所在地，以及主塔大厦和汇丰银行墨西哥总部等各种摩天大楼。它还包含许多博物馆、图书馆、政府办公室、市场和其他商业中心，每天可以吸引多达500万人来工作、购物或参观文化遗址。
该地区存在城市衰败问题，尤其是在历史中心。自1990年代以来，政府和私营实体一直在努力振兴历史中心和其他一些地区。这些努力带来了更好的公园，例如经过翻修的阿拉米达中央公园；修缮的街道，例如9月16日大街和马德罗大街，已经成为行人专用的街道。

## 行政区

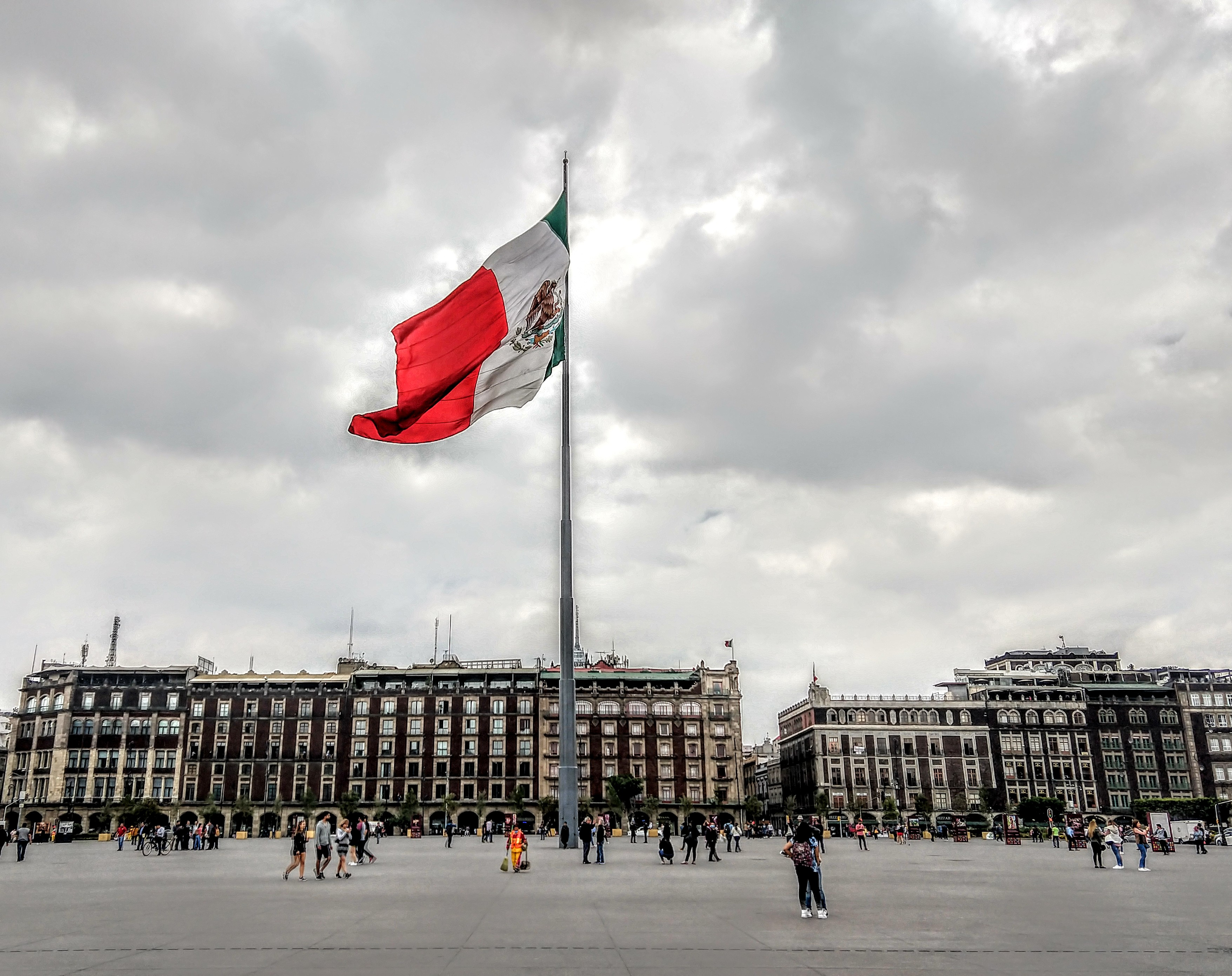
宪法广场

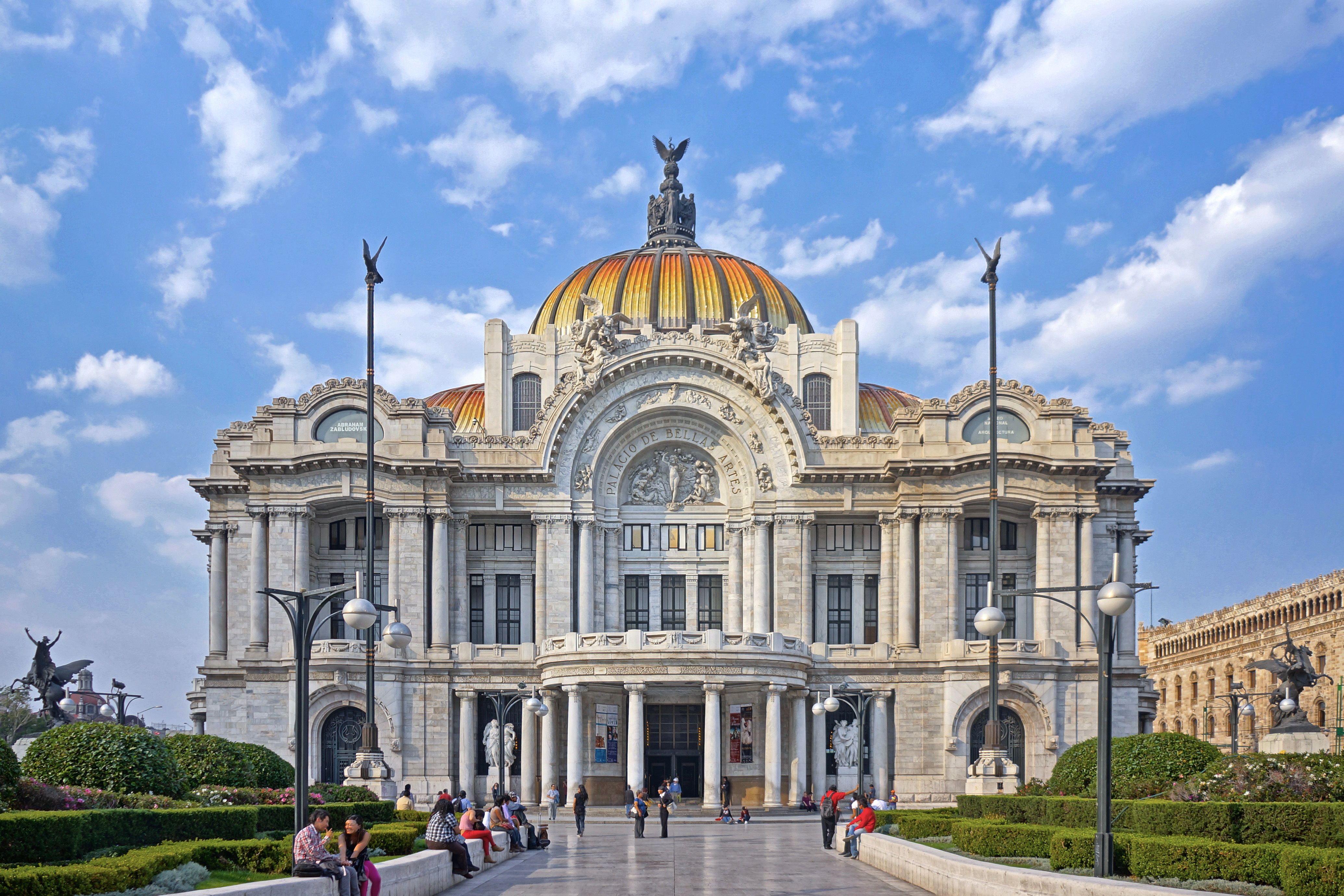
美术宫

夸烏特莫克行政区以主广场宪法广场为中心，其中包含阿兹特克遗址大神庙（Templo Mayor）、都会区主教座堂和墨西哥国家宫。行政区面积32.44平方公里，分为34个社区（Colonia）、2,627个城市街区、126.7万平方米绿地、1,500座国家古迹建筑、2个考古区（特拉特洛尔科和大神庙）、1,290座具有官方历史价值的私人建筑（Valor Patrimonial de Propiedad Privada）、210座具有官方历史价值的公共建筑（Valor Patrimonial de Propiedad Publica）、120座政府建筑和两个主要的规划住宅区（诺诺阿尔科-特拉特洛尔科住房单元和贝尼托华雷斯市中心）。此外，该行政区还有43个博物馆、23个钟楼、150个公共和私人图书馆、24个婴幼儿发展中心、6个由行政区赞助的文化中心、38个拥有14,434家供应商的公共赞助市场、25个舞台剧院、123家电影剧院和9个公共体育场馆。
体育设施包括：
- 布埃纳维斯塔社区（英语：Colonia Buenavista）的夸乌特莫克体育中心（Deportivo Cuauhtémoc）；
- 莫雷洛斯社区（英语：Colonia Morelos）的何塞·玛丽亚·莫雷洛斯和帕翁体育中心（Deportivo José María Morelos y Pavón）；
- 巴耶戈麦斯社区（英语：Colonia Valle Gómez）的佩诺莱斯体育中心（Deportivo Peñoles）；
- 中心社区的格拉涛体育中心（Deportivo Guelatao）；
- 莫雷洛斯社区的特皮托体育中心（Deportivo Tepito）；
- 特拉特洛尔科社区（英语：Conjunto Urbano Nonoalco Tlatelolco）的安东尼奥·卡索体育中心（Deportivo Antonio Caso）；
- 格雷罗社区（英语：Colonia Guerrero）的弗朗西斯科·哈维尔·米娜体育中心（Deportivo Francisco Javier Mina）；
- 佩拉尔维洛前赛马场社区（英语：Colonia Ex Hipódromo de Peralvillo）的塔巴斯科州体育中心（Deportivo Estado de Tabasco）；
- 特拉特洛尔科的五月五日体育中心（[{lang|es|Deportivo 5 de Mayo}}）；
- 布宜诺斯艾利斯社区（英语：Colonia Buenos Aires）的二百周年体育中心（Deportivo Bicentennario）。[9]

行政区有公立和私立幼儿园264所，中学116所，技术和普通高中102所，师范学院13所。
因为它是墨西哥城最古老的部分，拥有数百年历史的建筑物，所以恶化是一个持续关注的问题。目前，由于沉入前湖床的泥土中造成的结构损坏，十二个殖民地中至少有 789 座有人居住的建筑物已被列为处于废弃的危险之中。这些大多位于历史中心和紧邻它的殖民地。其中一些已被國家藝術總局或墨西哥国家文物总局归类为具有历史或艺术价值。几个世纪以来，这一直是该地区的一个问题，并且涉及著名的建筑，例如大都会大教堂，它进行了重大的基础工作，以阻止不均匀下沉造成的破坏。
该行政区的很大一部分分为商业区和历史文化遗址。虽然该行政区的犯罪率不是墨西哥城最高的，但城中有13.9%的罪案在此发生，因此，该行政区被认为是相当危险的，因为它的城市化和大多数人在行政区发现的只有工作或参观。在一些较老的街区，人们生活和抚养孩子的同时，还伴随着街头贩卖、擅自占地和吸毒者、毒贩和妓女占领公共场所。该行政区的34个殖民地中有7个被墨西哥城公共安全部长评为该市最无法无天的10个地方（如特皮托），因此而臭名昭著。其中一些破败地区是下层社区，如格雷罗社区和莫雷洛斯社区，但类似的问题也存在于中产阶级社区，如罗马社区北部。最常见的犯罪是每天1.47起的抢劫案、每天0.78起的抢劫商户和每天0.71起的汽车盗窃案。 
每天来到该行政区的500万人中，大部分是为了工作、参观该地区的市场、商店和文化景点、或是游客。该行政区是墨西哥城游客访问量最大的地方，他们大多是来参观历史中心和粉红区。城市其他地区的人们会来参观博物馆和大型公共市场，如拉拉古尼亚（La Lagunilla）、米斯卡尔科（Mixcalco）、伊达尔戈、麦德林和圣胡安。每天都有800,000辆汽车涌入街道，交通拥堵，尤其是在历史中心及其附近几乎每天都发生。

## 国际关系

### 外国政府业务
美国大使馆、英国大使馆和日本大使馆位于夸烏特莫克社区。

### 姐妹区
- 瑞草区 (2020)[19]